# Arnstorf
Arnstorf é um município da Alemanha, situado no distrito de Rottal-Inn, no estado da Baviera. Tem 80,48 km² de área, e sua população em 2019 foi estimada em 7.148 habitantes.